# Кабайел, Агит
Агит Кабайел (нем. Agit Kabayel; род. 23 сентября 1992, Леверкузен, Северный Рейн-Вестфалия, Германия) — непобеждённый немецкий боксёр-профессионал, курдского происхождения, выступающий в тяжёлой весовой категории.
Среди профессионалов действующий временный чемпион WBC в тяжёлом весе (2025— н.в.), чемпион WBC Continental Americas (2024 — н.в.), чемпион WBO NABO (2024 — н.в), чемпион Европы по версии EBU (2017—2020; 2023—2024), чемпион Европейского Союза по версии EBU-EU (2016—2018), чемпион Средиземноморья по версии WBC Mediterranean (2014) в тяжёлом весе.
Лучшая позиция по рейтингу BoxRec — 3-я (декабрь 2024) и является 1-м среди немецких боксёров тяжёлой весовой категории, а по рейтингам основных международных боксёрских организаций занимал: 2-ю строку рейтинга WBC, 5-ю строчку рейтинга WBA, 3-ю строчку рейтинга IBF и 4-ю строку рейтинга WBO, — уверенно входя в ТОП-3 лучших тяжеловесов всего мира.

## Профессиональная карьера
Профессиональную боксёрскую карьеру Агит начал 23 июня 2011 года победив соотечественника техническим нокаутом в 4-м раунде.

### Бой с Эрвом Юбо
4 февраля 2017 года в Магдебурге (Германия) Агит Кабайел должен был драться за вакантный еврочемпионский титул по версии EBU против экс-претендента на мировые титулы Мариуша Ваха, но вместо травмированного поляка, единогласным решением судей победил 24-летнего бельгийца Эрва Юбо (26-1, 12 КО) со счётом 119—109, 117—111 и 117—112 и завоевал вакантный титул чемпиона Европы по версии EBU.

### Бой с Дереком Чисорой
4 ноября 2017 года встретился с Дереком Чисорой. Вялый и не изобретательный, Чисора грузно шагал вслед за неплохо передвигавшимся соперником, натыкаясь на контрудары и, похоже, израсходовав силы уже к середине боя. Лишь в чемпионских раундах Дерек «вспомнил», что, очевидно, приехал на Лазурный берег за титулом, неоднократно зарубившись с Кабайелом на ближней дистанции. В равном бою Кабайел победил решением большинства судей со счётом 115—113, 115—114, 114—114 и защитил титул чемпиона Европы.

### Бой с Евгениосом Лазаридисом
18 июля 2020 года в Магдебурге, в бою за вакантный титул чемпиона по версии WBA Continental в тяжёлом весе победил единогласным решением судей (счёт: 98-92, 100-90, 99-91) крепкого и опытного грека Евгениоса Лазаридиса.

### Бой с Арсланбеком Махмудовым
23 декабря 2023 года в Эр-Рияде (Саудовская Аравия) состоялся масштабный PPV-вечер бокса главным событием которого стал поединок между топовыми супертяжеловесами «Энтони Джошуа — Отто Валлин», в андеркарде Кабайел встретился с не имеющим поражений российским проспектом-нокаутёром скрывающийся от санкций под флагом Канады Арсланбеком Махмудовым. Кабайел досрочно победил Махмудова в 4-м раунде. Более мощный и ударный Махмудов сразу заняв середину ринга, когда как Кабайел кружил вокруг него беспокоя точными ударами. В первых трех раундах явно бросалась в глаза разница в скорости передвижения и количестве выбрасываемых ударов. Оба эти параметра были полностью на стороне Агита который сам работал серийно. Махмудов старался выбросить один мощный удар или размашистую двойку, но соперник это всё видел. С 3-го раунда немец сам пошёл вперед и активно размениваться с более крупным, но медленным Махмудовым. В начале 4-го раунда Махмудов оказался в нокдауне: немец точно пробил по корпусу. После того как Арсланбек продолжил Агит снова пробил по печени, рефери зафиксировал нокаут.

### Бой с Фрэнком Санчесом
18 мая 2024 года в Эр-Рияде перед главным событием вечера бокса — поединком за титул абсолютного чемпиона мира между Александром Усиком и Тайсоном Фьюри, встретился с кубинцем Фрэнком Санчесом. На кону боя — звание обязательного претендента на титул WBC в тяжёлом весе. Выйдя на бой андердогом смог выстроить тактически правильный бой с более ударным соперником. Главная цель Кабаейеля заключалась в работе по корпусу которая принесла плоды в 7-м раунде когда после продолжительной бомбардировки Санчес оказался в нокдауне от ударов по корпусу. Он смог подняться, но снова оказался в нокдауне от атак в туловище. Здесь уже рефери решил прекратил бой. Агит стал обязательным претендентом на титул WBC и отобрал титулы WBC Continental Americas и WBO NABO.

### Бой с Чжаном Чжилэйем
В начале октября 2024 года IBF постановила, что Кабайел оспорит претендентское звание с Мартином Баколе, 14 ноября в день уже назначенных торгов Агит неожиданно отказался от предоставленного элиминатора. Чуть позже было объявлено, что Чжан Чжилэй и Кабаейль проведут поединок друг с другом за временный титул по линии WBC. Противостояние прошло 22 февраля 2025 года в Эр-Рияд, (Саудовская Аравия). Чжилей выиграл первый раунд за счёт активности и давления. Кабайел не ввязывался в размен с ударным ветераном и старался активно смещаться. Со второго раунда Агит сменив тактику в работе на ближней фирменными ударами по корпусу начал забирать бой. Последующие раунды остались за немцем, он остро атакует корпус китайского супертяжа. В 5-м раунде Чжан смог подловить увлекшегося Агита правым боковым, послал в нокдаун, но добить не смог. В 6-м раунде Агит усилил давление забросав корпус Чжана ударами и тот взял колено. Подняться Чжан не смог. КО6.

## Статистика профессиональных боёв
В таблице перечислены результаты всех поединков боксёров.
В каждой строке указан результат поединка. Дополнительно номер поединка обозначен цветом, который обозначает итог поединка. Расшифровка обозначений и цветов представлена в нижеследующей таблице.
| Пример | Расшифровка                     |
| ------ | ------------------------------- |
|        | Победа                          |
|        | Ничья                           |
|        | Поражение                       |
|        | Планируемый поединок            |
|        | Поединок признан несостоявшимся |
| КО     | Нокаут                          |
| ТКО    | Технический нокаут              |
| PTS    | Решение судей (по очкам)        |
| UD     | Единогласное решение судей      |
| MD     | Решение большинства судей       |
| SD     | Раздельное решение судей        |
| RTD    | Отказ от продолжения боя        |
| DQ     | Дисквалификация                 |
| NC     | Поединок признан несостоявшимся |

| 26 поединков, 26 побед (18 нокаутом). | 26 поединков, 26 побед (18 нокаутом). | 26 поединков, 26 побед (18 нокаутом). | 26 поединков, 26 побед (18 нокаутом). | 26 поединков, 26 побед (18 нокаутом).                       | 26 поединков, 26 побед (18 нокаутом). | 26 поединков, 26 побед (18 нокаутом).                                                                                   |
| Бой                                   | Рекорд                                | Дата боя                              | Соперник                              | Место проведения боя                                        | Результат                             | Дополнительно |
| ------------------------------------- | ------------------------------------- | ------------------------------------- | ------------------------------------- | ----------------------------------------------------------- | ------------------------------------- | --- |
| 26                                    | 26-0                                  | 22 февраля 2025                       | Чжан Чжилэй (27-2-1)                  | Venue Riyadh Season, Эр-Рияд, Саудовская Аравия             | KO 6 (12), 2:29                       | Бой за вакантный титул временного чемпиона мира по версии WBC. Кабайел в нокдауне в 5 раунде                            |
| 25                                    | 25-0                                  | 18 мая 2024                           | Фрэнк Санчес (24-0)                   | Kingdom Arena, Эр-Рияд, Саудовская Аравия                   | KO 7 (12), 2:33                       | Бой за титул WBC Continental Americas и WBO NABO.                                                                       |
| 24                                    | 24-0                                  | 23 декабря 2023                       | Арсланбек Махмудов (18-0)             | Kingdom Arena, Эр-Рияд, Саудовская Аравия                   | TKO 4 (12), 2:03                      | Завоевал титул интерконтинентального чемпиона по версии WBA.                                                            |
| 23                                    | 23-0                                  | 4 марта 2023                          | Агрон Смакичи (19-1)                  | RuhrCongress, Бохум, Северный Рейн-Вестфалия, Германия      | TKO 3 (12)                            | Завоевал вакантный титул чемпиона Европы по версии EBU в тяжёлом весе.                                                  |
| 22                                    | 22-0                                  | 14 мая 2022                           | Павел Соур (15-8)                     | Seebühne Elbauenpark, Магдебург, Саксония-Анхальт, Германия | TKO 1 (8), 1:50                       | |
| 21                                    | 21-0                                  | 5 июня 2021                           | Кевин Джонсон (35-17-1)               | Seebühne Elbauenpark, Магдебург, Саксония-Анхальт, Германия | UD 12                                 | Счёт: 119-110, 118-111 (дважды). Защитил титул чемпиона по версии WBA Continental (1-я защита Кабайела) в тяжёлом весе. |
| 20                                    | 20-0                                  | 18 июля 2020                          | Евгениос Лазаридис (16-2)             | Seebühne Elbauenpark, Магдебург, Саксония-Анхальт, Германия | UD 10                                 | Счёт: 100-90, 99-91, 98-92. Завоевал вакантный титул чемпиона по версии WBA Continental в тяжёлом весе.                 |
| 19                                    | 19-0                                  | 2 марта 2019                          | Андрей Руденко (32-3)                 | Магдебург, Саксония-Анхальт, Германия                       | UD 12                                 | Счёт: 117-110, 116-111, 119-108. Защитил титул чемпиона Европы по версии EBU (3-я защита Кабайела) в тяжёлом весе.      |
| 18                                    | 18-0                                  | 21 апреля 2018                        | Мильян Ровчанин (19-1)                | Берлин, Германия                                            | TKO 3 (12), 2:25                      | Защитил титул чемпиона Европы по версии EBU (2-я защита Кабайела) в тяжёлом весе.                                       |
| 17                                    | 17-0                                  | 4 ноября 2017                         | Дерек Чисора (27-7)                   | Монте-Карло, Монако                                         | MD 12                                 | Счёт: 115-113, 115-114, 114-114. Защитил титул чемпиона Европы по версии EBU (1-я защита Кабайела) в тяжёлом весе.      |
| 16                                    | 16-0                                  | 4 февраля 2017                        | Эрв Юбо (26-1)                        | Магдебург, Саксония-Анхальт, Германия                       | UD 12                                 | Счёт: 119-109, 117-111, 117-112. Завоевал вакантный титул чемпиона Европы по версии EBU в тяжёлом весе.                 |
| 15                                    | 15-0                                  | 4 июня 2016                           | Кристиан Левандовский (9-0)           | Магдебург, Саксония-Анхальт, Германия                       | KO 7 (12), 2:40                       | Завоевал вакантный титул чемпиона Европейского Союза по версии EBU-EU в тяжёлом весе.                                   |
| 14                                    | 14-0                                  | 9 января 2016                         | Лоуренс Тауаса (35-9-1)               | Берлин, Германия                                            | TKO 3 (8), 2:29                       | |
| 13                                    | 13-0                                  | 5 декабря 2015                        | Шалва Джомардашвили (43-13-2)         | Саарбрюккен, Германия                                       | KO 1 (8)                              | |
| 12                                    | 12-0                                  | 17 октября 2015                       | Максим Педюра (14-8-1)                | Карлсруэ, Германия                                          | TKO 2 (8)                             | |
| 11                                    | 11-0                                  | 14 декабря 2014                       | Артём Чернякевич (2-7)                | Кёльн, Германия                                             | TKO 3 (10)                            | |
| 10                                    | 10-0                                  | 22 марта 2014                         | Гбенга Олоукун (18-9)                 | Текирдаг, Турция                                            | SD 10                                 | Завоевал вакантный титул чемпиона по версии WBC Mediterranean в тяжёлом весе.                                           |
| 9                                     | 9-0                                   | 1 февраля 2014                        | Владимир Летр (1-1)                   | Ополе, Польша                                               | KO 1 (6)                              | |
| 8                                     | 8-0                                   | 15 декабря 2013                       | Павел Шишка (6-33-1)                  | Гамбург, Германия                                           | TKO 2 (8)                             | |
| 7                                     | 7-0                                   | 27 сентября 2013                      | Александер Каль (18-10-1)             | Текирдаг, Турция                                            | TKO 1 (6)                             | |
| 6                                     | 6-0                                   | 27 июля 2013                          | Энгин Солмаз (6-29-3)                 | Куксхафен, Германия                                         | TKO 2 (6)                             | |
| 5                                     | 5-0                                   | 6 апреля 2013                         | Иван Чиркович (дебют)                 | Нови-Сад, Сербия                                            | TKO 2 (6)                             | |
| 4                                     | 4-0                                   | 2 июня 2012                           | Вальдемар Паль (0-2)                  | Беккум, Германия                                            | PTS 4                                 | |
| 3                                     | 3-0                                   | 30 марта 2012                         | Вальдемар Паль (0-1)                  | Кёльн, Германия                                             | TKO 3 (4)                             | |
| 2                                     | 2-0                                   | 23 июля 2011                          | Сельчук Динч (дебют)                  | Ахен, Германия                                              | PTS 4                                 | |
| 1                                     | 1-0                                   | 23 июня 2011                          | Етон Абдуллах (0-2)                   | Вупперталь, Германия                                        | TKO 4 (4)                             | |
| Бой                                   | Рекорд                                | Дата боя                              | Соперник                              | Место проведения боя                                        | Результат                             | Дополнительно |

## Спортивные достижения

### Профессиональные
- 2016—2018  Чемпион Европейского союза по версии EBU-EU.
- 2017—2020  Чемпион Европы по версии EBU.
- 2020—н. в.  Чемпион по версии WBA Continental.